# Kabinett Riecke (Lippe)
Das Kabinett Riecke (Landespräsidium) war von 23. Mai 1933 bis 1936 die Landesregierung des Landes Lippe. Landespräsident Riecke unterstand dabei dem Reichsstatthalter und Gauleiter von Westfalen-Nord Alfred Meyer (NSDAP), der 1936 selbst Führer der Landesregierung wurde.
| Amt                                    | Name                | Partei |
| -------------------------------------- | ------------------- | ------ |
| Landespräsident, später Staatsminister | Hans-Joachim Riecke | NSDAP  |
| Stellvertreter                         | Adolf Wedderwille   | NSDAP  |